# Bandera de Puigpelat
La bandera oficial de Puigpelat es descriu de la manera següent:
Bandera apaïsada, de proporcions dos d'alt per tres de llarg, vermella, amb una creu de Malta blanca, d'alçària 3/13 de la del drap, al centre, i amb dues faixes juxtaposades a dalt; una de blanca, de gruix 1/13 de l'alçària del drap, a la vora superior, i una altra de negra, de gruix 3/13; i amb dues altres faixes iguals, blanca a la vora inferior i negra en mig.

## Història
Va ser aprovada el 19 de novembre de 2007 i publicada en el DOGC el 4 de desembre del mateix any amb el número 5022 i es va realitzar prenent com a base l'escut de la localitat.